# Friedrich Mosler

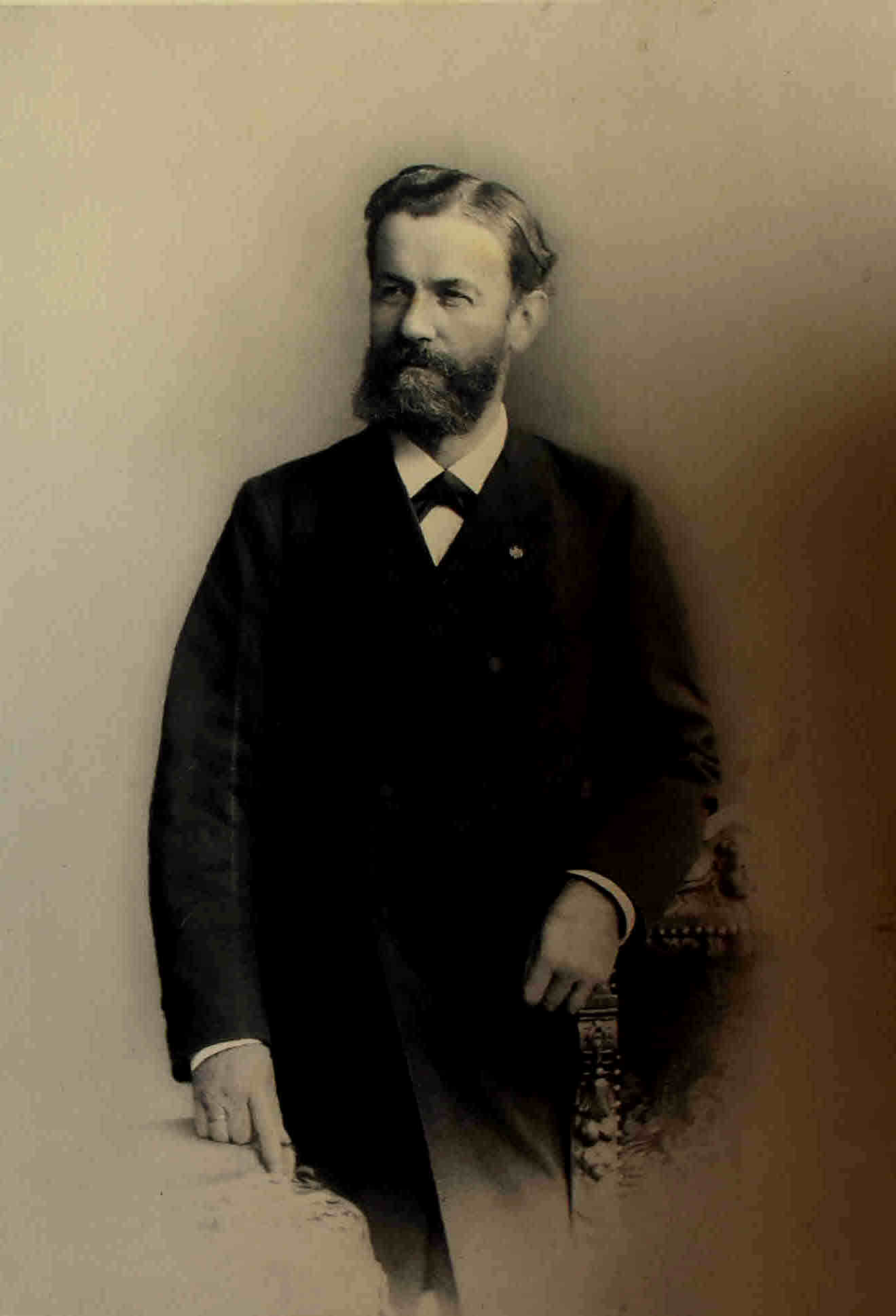
Friedrich Mosler

Karl Friedrich Mosler (* 8. März 1831 in Ortenberg (Hessen); † 3. Januar 1911 in Greifswald) war ein deutscher Internist und Hochschullehrer.

## Leben
Friedrich Mosler studierte ab Sommersemester 1850 an der Hessischen Ludwigs-Universität, der Julius-Maximilians-Universität Würzburg und der Friedrich-Wilhelms-Universität zu Berlin Medizin. Er war Schüler von Julius Vogel, Friedrich Theodor von Frerichs und Rudolf Virchow. Während seines Studiums wurde er Mitglied des burschenschaftlichen Vereins Nassauer Hof. Seit 1895 war er Corpsschleifenträger der Teutonia Gießen. 1853 wurde er in Gießen zum Dr. med. promoviert. Nach Studienreisen nach Wien und Prag trat er 1854 als Assistent in die Medizinische Klinik der Ludwigs-Universität. Angeregt vom Zoologen Rudolf Leuckart, wandte er sich besonders der Helminthologie zu. Er habilitierte sich 1858. Seit 1862 apl. Professor für Innere Medizin in Gießen, wurde er 1864 o. Professor an der Königlichen Universität zu Greifswald. Für das akademische Jahr 1876/77 wurde er zum Rektor gewählt. 1899 wurde er emeritiert.
Moslers Tochter heiratete später den Mediziner Hugo Schulz, der seit 1883 Professor für Pharmakologie an der Medizinischen Fakultät der Universität Greifswald war.

## Ehrungen
- Militär-Sanitätskreuz (22. Juni 1871)[7]
- Wahl in die Deutsche Akademie der Naturforscher Leopoldina (1880)
- Geheimer Medizinalrat (1885)

## Schriften
- Untersuchungen über den Einfluss des innerlichen Gebrauches verschiedener Quantitäten von gewöhnlichem Trinkwasser auf den Stoffwechsel des menschlichen Körpers unter verschiedenen Verhältnissen. In: Archiv des Vereins für Gemeinschaftliche Arbeiten zur Förderung der Wissenschaftlichen Heilkunde. Erste vom Verein f. g. A. gekrönte Preisschrift. Bd. 3, Nr. 3, 1858, ZDB-ID 508963-3, S. 398–470.
- Ueber die Wirkung des Friedrichshaller Bitterwassers. In: Archiv des Vereins für Gemeinschaftliche Arbeiten zur Förderung der Wissenschaftlichen Heilkunde. 1860
- Helminthologische Studien und Beobachtungen Hirschwald, Berlin 1864, (Digitalisat).
- Erfahrungen über die Behandlung des Typhus exanthematicus. Mit Berücksichtigung dabei erforderlicher prophylaktischer Maassregeln. Akademische Buchhandlung, Greifswald 1868.
- Pathologie und Therapie der Leukämie. Klinisch bearbeitet. Hirschwald, Berlin 1872, (Digitalisat).
- Krankheiten der Milz (inclus. Leukaemie und Melaenemie). In: Hugo von Ziemssen (Hrsg.): Handbuch der Speciellen Pathologie und Therapie. Band 8, Hälfte 2. F. C. W. Vogel, Leipzig 1875, S. 1–196.
- Klinische Symptome und Therapie der medullaren Leukaemie. (Vortrag, gehalten im Greifswalder med. Verein). In: Berliner Klinische Wochenschrift. Bd. 13, Nr. 49, 1876, S. 701–705; Nr. 50, S. 719–722; Nr. 51, S. 733–735; Nr. 52, S. 749–751.
- Über Lungen-Chirurgie. Vortrag gehalten beim zweiten Congresse für innere Medicin zu Wiesbaden am 20. April 1883. Erweitert durch eine Übersicht der gesammten Literatur des Gegenstandes. J. F. Bergmann, Wiesbaden 1883, (Digitalisat).
- Ueber die medicinische Bedeutung des Medinawurmes (Filaria medinensis). Urban & Schwarzenberg, Wien u. a. 1884.
- Über Entstehung und Verhütung der Tuberkulose als Volkskrankheit mit besonderer Berücksichtigung der Errichtung von Volksheilstätten überall im Deutschen Vaterland. Sieben Vorträge nebst Vorbemerkungen und Schlusssätzen. J. F. Bergmann, Wiesbaden 1899.
- Beiträge zu Albert Eulenburgs Real-Encyclopädie der gesammten Heilkunde. Erste Auflage.
  - Band 1 (1880) (Digitalisat), S. 556–563: Aspiration
  - Band 3 (1880) (Digitalisat), S. 683–687: Darminfusion
  - Band 5 (1881) (Digitalisat), S. 323–339: Flecktyphus; S. 510–514: Gastrisches Fieber